# Паже
Паже (фр. Pajay) — коммуна во Франции, находится в регионе Рона — Альпы. Департамент коммуны — Изер. Входит в состав кантона Кот-Сент-Андре. Округ коммуны — Вьенн.
Код INSEE коммуны — 38291. Население коммуны на 1999 год составляло 796 человек. Населённый пункт находится на высоте от 270 до 410 метров над уровнем моря. Муниципалитет расположен на расстоянии около 450 км юго-восточнее Парижа, 50 км юго-восточнее Лиона, 50 км северо-западнее Гренобля. Мэр коммуны — Joseph Millon, мандат действует на протяжении 2001—2008 гг.
Динамика населения (INSEE):